# مالک بواری
مالک بواری (انگلیسی: Malik Buari؛ زادهٔ ۲۱ ژانویهٔ ۱۹۸۴) بازیکن فوتبال اهل بریتانیا است.
از باشگاه‌هایی که در آن بازی کرده‌است می‌توان به باشگاه فوتبال فولام، باشگاه فوتبال ووکینگ، باشگاه فوتبال ساتون یونایتد، باشگاه فوتبال چسینگتون و هوک یونایتد، و باشگاه فوتبال سنت آلبنز سیتی اشاره کرد.
وی همچنین در تیم‌های ملی فوتبال England national under-15 football team و England national under-16 football team بازی کرده‌است.